# لیزوزوم‌های اولیه
لیزوزومهای اولیه (انبار کننده) از بخش‌های دور دستگاه گلژی جدا شده و حاوی هیدرولازها هستند. به این صورت که در شبکه آندوپلاسمی ساخته شده، در دستگاه گلژی بسته‌بندی می‌شوند و به شکل لیزوزوم‌های اولیه جدا می‌شوند؛ که در صورت لزوم می‌توانند به هتروفاگوزوم‌ها یا اتو فاگوزوم‌ها تبدیل شوند.